# Семёнов, Владимир Викторович (ватерполист)
Влади́мир Ви́кторович Семёнов (10 мая 1938, Москва — 21 ноября 2016, Москва) — советский ватерполист, двукратный серебряный и бронзовый призёр Олимпийских игр. Заслуженный мастер спорта СССР (1960). Заслуженный тренер СССР.

## Спортивная карьера
Выступал за команды ЦСК МО, ЦСК ВМФ.
На летних Олимпийских играх в Риме (1960) в составе сборной СССР завоевал серебряную медаль, а через четыре года в Токио стал бронзовым призёром. На своей третьей Олимпиаде в Мехико (1968) вновь выиграл серебряную медаль.
Чемпион Европы (1966, 1970). Бронзовый призёр чемпионата Европы (1958). Чемпион СССР (1963—1967, 1970, 1971). Серебряный (1957, 1958, 1961, 1968, 1969) и бронзовый (1962) призер чемпионатов СССР.
После окончания спортивной карьеры работал тренером команды ЦСК ВМФ. Тренер сборной команды СССР на Олимпийских играх в Мюнхене (1972).

## Награды и звания
- Орден «Знак Почёта» (16.09.1960, за успешные выступления в XVII летних и VIII зимних Олимпийских играх 1960 года, а также за выдающиеся спортивные достижения[4]; …)
- Заслуженный тренер СССР